# Madhugiri
Madhugiri é um cidade no distrito de Tumkur, no estado indiano de Karnataka.

## Geografia
Madhugiri está localizada a 13° 40′ N, 77° 13′ L. Tem uma altitude média de 787 metros (2582 pés).

## Demografia
Segundo o censo de 2001, Madhugiri tinha uma população de 26 351 habitantes. Os indivíduos do sexo masculino constituem 52% da população e os do sexo feminino 48%. Madhugiri tem uma taxa de literacia de 72%, superior à média nacional de 59,5%: a literacia no sexo masculino é de 77% e no sexo feminino é de 67%. Em Madhugiri, 11% da população está abaixo dos 6 anos de idade.